# Alaa Abdul-Zahra
Alaa Abdul-Zahra Khashan (in arabo علاء عبد الزهرة خشَان العزاوي‎?; Baghdad, 22 dicembre 1987) è un calciatore iracheno, attaccante dell'Al-Shorta e della nazionale irachena.

## Carriera

### Club
Cresce nell'Al Zawraa, squadra con cui si qualifica per l'AFC Champions League nel 2005 e vince il Campionato iracheno di calcio nel 2006.
L'anno successivo si trasferisce al Mes Kerman, mentre nel 2007 passa alla squadra giordana dello Shabab Al Ordon, per poi firmare un contratto con l'Al-Merreikh Sporting Club, con cui vince il campionato sudanese al suo debutto nella stagione 2007-2008. Dopo la vittoria firmò un contratto con l'Al-Khor, squadra del Qatar.

### Nazionale
Oltre a partite nelle nazionali giovanili, risultando capocannoniere alle qualificazioni preolimpiche per l'Asia delle Olimpiadi del 2008, ha giocato in 2 delle 8 partite di qualificazioni dell'Iraq per la Coppa del mondo del 2010.

## Statistiche

### Cronologia presenze e reti in nazionale
| Cronologia completa delle presenze e delle reti in nazionale ― Iraq | Cronologia completa delle presenze e delle reti in nazionale ― Iraq | Cronologia completa delle presenze e delle reti in nazionale ― Iraq | Cronologia completa delle presenze e delle reti in nazionale ― Iraq | Cronologia completa delle presenze e delle reti in nazionale ― Iraq | Cronologia completa delle presenze e delle reti in nazionale ― Iraq | Cronologia completa delle presenze e delle reti in nazionale ― Iraq | Cronologia completa delle presenze e delle reti in nazionale ― Iraq |
| Data                                                                | Città                                                               | In casa                                                             | Risultato                                                           | Ospiti                                                              | Competizione                                                        | Reti                                                                | Note                                                                |
| ------------------------------------------------------------------- | ------------------------------------------------------------------- | ------------------------------------------------------------------- | ------------------------------------------------------------------- | ------------------------------------------------------------------- | ------------------------------------------------------------------- | ------------------------------------------------------------------- | ------------------------------------------------------------------- |
| 02-12-2019                                                          | Bassora                                                             | Yemen                                                               | 0 – 0                                                               | Iraq                                                                | Gulf Cup 2019 - 1º turno                                            | -                                                                   | 16’                                                                 |
| 02-9-2021                                                           | Seul                                                                | Corea del Sud                                                       | 0 – 0                                                               | Iraq                                                                | Qual. Mondiali 2022                                                 | -                                                                   | 66’ 78’                                                             |
| 12-10-2021                                                          | Dubai                                                               | Emirati Arabi Uniti                                                 | 2 – 2                                                               | Iraq                                                                | Qual. Mondiali 2022                                                 | -                                                                   | Cap. 82’                                                            |
| Totale                                                              |                                                                     | Presenze                                                            | 3                                                                   |                                                                     | Reti                                                                | 0                                                                   |                                                                     |

## Palmarès

### Club

#### Competizioni nazionali
- Campionato sudanese: 1

Al-Merreikh Sporting Club: 2007–2008

### Individuale
- Capocannoniere della Coppa delle Nazioni del Golfo: 1

Yemen 2010 (3 gol, a pari merito con Bader Al-Mutwa)